# 시비엥토흐워비체
시비엥토흐워비체(폴란드어: Świętochłowice, 독일어: Schwientochlowitz)는 폴란드 남부 실롱스크주에 위치한 도시로, 면적은 25.5km2, 인구는 71,621명(2008년 기준), 인구 밀도는 2,800명/km2이다. 카토비체 인근에 위치하며 1975년부터 1998년까지는 카토비체주에 속해 있었다.
1943년 독일의 아우슈비츠 강제 수용소의 보조 수용소인 즈고다(Zgoda) 수용소가 들어섰다. 이 수용소는 1945년 1월부터 11월까지 폴란드 공산당의 수용소로 다시 사용되었으며 이 기간 동안 수감자 약 2,500명이 사망했다.

시기
시 문장